# HMS Wasp
El HMS Wasp fue un cañonero de tornillo compuesto de la clase Banterer de la Marina Real Británica, construido en 1880 por Barrow Iron Shipbuilding y que naufragó frente a la isla Tory en 1884.

## Hundimiento
En su último viaje, el Wasp, al mando del teniente J.D. Nicholls, zarpó de Westport, condado de Mayo, en el oeste de Irlanda, rumbo a Moville, en Inishowen, condado de Donegal, en el Ulster, para recoger a un grupo de policías, agentes judiciales y funcionarios de los tribunales, que iban a ser trasladados a la isla de Inishtrahull, frente a Malin Head, para llevar a cabo desahucios por impago de alquileres. El mismo barco había entregado el año anterior a los mismos isleños suministros de patatas de siembra que necesitaban con urgencia.
En la madrugada del 22 de septiembre de 1884, el Wasp se encontraba cerca de la isla Tory. El tiempo estaba nublado, con chubascos ocasionales. El oficial al mando y la mayoría de la tripulación estaban en sus literas; el teniente que navegaba el barco desconocía relativamente la zona por la que navegaba. A las 3:55 a. m. el Wasp encalló en un arrecife. La sacudida inicial rompió el casco del barco, que comenzó a llenarse rápidamente de agua. El comandante ordenó arriar los botes del barco, pero el Wasp volvió a chocar contra los arrecifes, hundiéndose tan rápidamente que los botes no pudieron ser botados. En quince minutos el Wasp se había hundido. Seis tripulantes lograron agarrarse a una de las vergas de la cañonera; llegaron a tierra en la isla Tory y fueron encontrados por los isleños. Los otros 52 tripulantes se ahogaron.
Se celebró un consejo de guerra para los supervivientes; la conclusión fue que la causa del naufragio fue la falta de cuidado en la navegación del buque, pero todos los supervivientes fueron exonerados. El pecio fue vendido a la Cornish Salvage Co. en noviembre de 1910.